# Toni Morrison
Toni Morrison, pseudònim de Chloe Anthony Wofford (Lorain, EUA, 18 de febrer de 1931 – Nova York, EUA, 5 d'agost de 2019) va ser una escriptora afroamericana guardonada amb el Premi Nobel de Literatura l'any 1993.

## Biografia
Va néixer el 18 de febrer del 1931 a la ciutat de Lorain, situada a l'estat nord-americà d'Ohio, en una família pobra. Va adoptar el nom de Toni Morrison a partir d'un sobrenom familiar, així com del cognom del seu marit Harold Morrison, amb el qual va estar casada entre 1958 i el 1964.

## Carrera

### Edat adulta, anys de Howard i Cornell i carrera d'edició: 1949–1975
El 1949, es va matricular a la Universitat Howard de Washington, DC, buscant la companyia de companys intel·lectuals negres. Inicialment estudiant del programa de teatre a Howard, va estudiar teatre amb els famosos professors de teatre Anne Cooke Reid i Owen Dodson. Va ser a Howard quan es va trobar per primera vegada amb restaurants i autobusos segregats per raça. Es va graduar el 1953 amb una llicenciatura en anglès i va obtenir un màster en arts el 1955 a la Universitat de Cornell a Ithaca, Nova York. La seva tesi de màster es titulava El tractament dels alienats de Virginia Woolf i William Faulkner. Va ensenyar anglès, primer a la Texas Southern University a Houston de 1955 a 1957, i després a la Howard University durant els següents set anys. Mentre ensenyava a Howard, va conèixer Harold Morrison, un arquitecte jamaicà, amb qui es va casar el 1958. El seu primer fill va néixer el 1961 i ella estava embarassada del seu segon fill quan ella i Harold es van divorciar el 1964.
Després del seu divorci i del naixement del seu fill Slade el 1965, Morrison va començar a treballar com a editor per a LW Singer, una divisió de llibres de text de l'editorial Random House, a Syracuse, Nova York. Dos anys més tard, es va traslladar a la ciutat de Nova York, on es va convertir en la seva primera editora sènior negra al departament de ficció.
En aquest lloc, Morrison va tenir un paper vital a l'hora de portar la literatura negra al corrent principal. Un dels primers llibres en què va treballar va ser el innovador Contemporary African Literature (1972), una col·lecció que incloïa treballs dels escriptors nigerians Wole Soyinka, Chinua Achebe i el dramaturg sud-africà Athol Fugard. Va fomentar una nova generació d'escriptors afroamericans, incloent el poeta i novel·lista Toni Cade Bambara, l'activista radical Angela Davis, Black Panther Huey Newton i la novel·lista Gayl Jones, l'escriptura de la qual va descobrir Morrison. També va publicar l'autobiografia de 1975 del campió de boxa Muhammad Ali, The Greatest: My Own Story. A més, va publicar i va promoure l'obra de Henry Dumas, un novel·lista i poeta poc conegut que el 1968 havia estat mort a trets per un agent de trànsit al metro de Nova York.
Entre els llibres que Morrison va desenvolupar i editar hi ha The Black Book (1974), una antologia de fotografies, il·lustracions, assajos i documents de la vida negra als Estats Units des de l'època de l'esclavitud fins als anys vint. Random House havia estat dubtat sobre el projecte, però la seva publicació va tenir una bona acollida. Alvin Beam va revisar l'antologia per al Cleveland Plain Dealer, escrivint: «Els editors, com els novel·listes, tenen fills cerebrals – llibres que ells pensen i als qui donen vida sense posar el nom a la portada. La senyora Morrison té un d'aquests a les botigues ara, i les revistes i butlletins de notícies del sector editorial estan extasiats, dient que se'ls anirà de les mans com pa beneït».

### Primers escrits i ensenyament, 1970–1986
Morrison havia començat a escriure ficció com a part d'un grup informal de poetes i escriptors de la Universitat de Howard que es reunien per parlar de la llurs obres. Va assistir a una reunió amb una història breu sobre una noia negra que desitjava tenir ulls blaus. Morrison més tard va desenvolupar la història com la seva primera novel·la, The Bluest Eye, llevant-se cada matí a les quatre per escriure mentre criava dos fills sola.

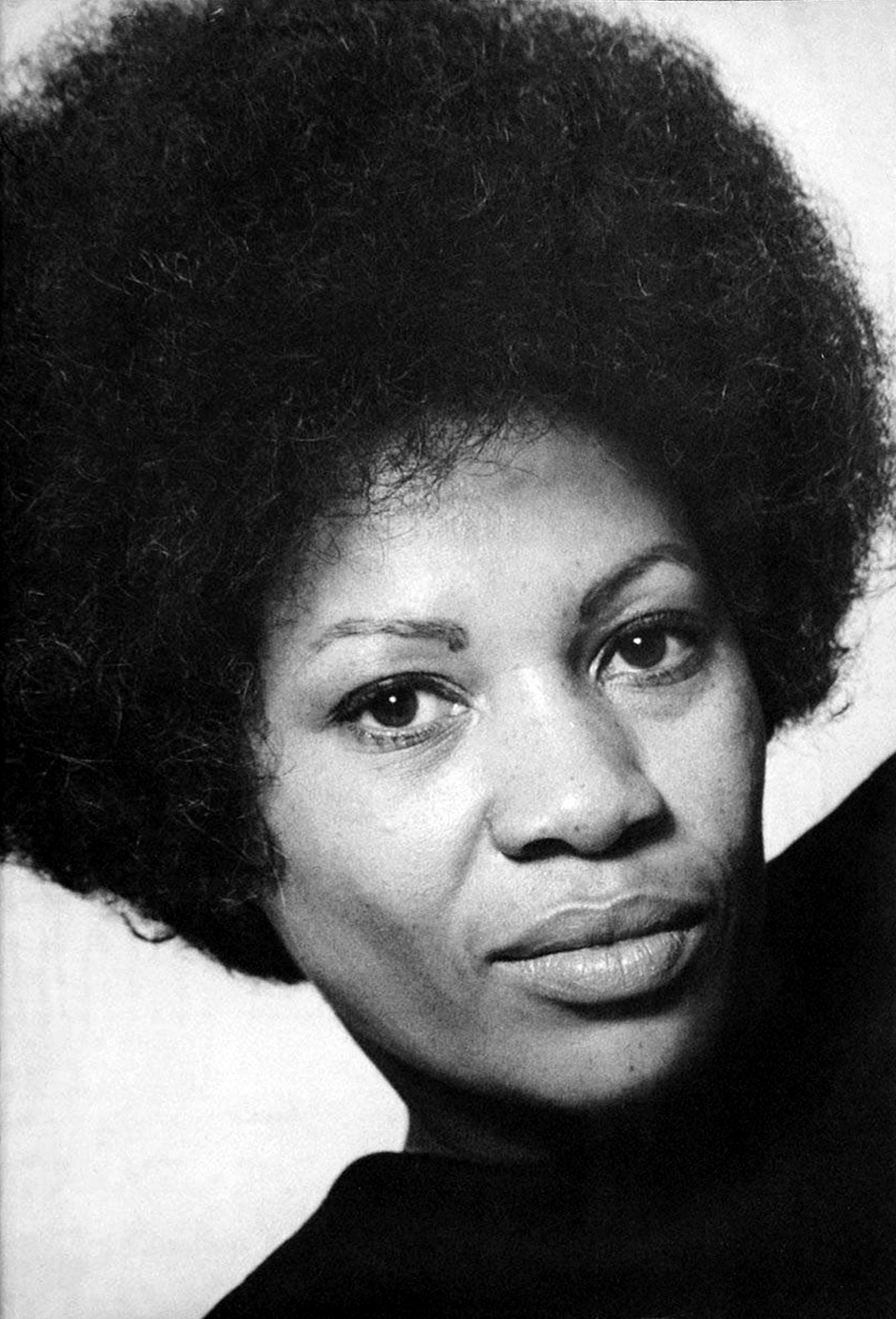
Retrat de Morrison a la sobrecoberta de la primera edició de The Bluest Eye (1970)

The Bluest Eye va ser publicat per Holt, Rinehart i Winston el 1970, quan Morrison tenia 39 anys. Va ser ressenyat favorablement a The New York Times per John Leonard, qui va elogiar l'estil de Morrison com «una prosa tan precisa, tan fidel a la parla i tan carregada de dolor i meravella que la novel·la es converteix en poesia... Però The Bluest Eye és també història, sociologia, folklore, malson i música». La novel·la no es va vendre bé al principi, però la Universitat de la Ciutat de Nova York va posar The Bluest Eye a la seva llista de lectura per al seu nou departament d'estudis negres, igual que altres col·legis, cosa que va en fer augmentar les vendes. El llibre també va atraure Morrison a l'atenció del famós editor Robert Gottlieb a Knopf, una filial de l'editorial Random House. Gottlieb va editar més tard totes les novel·les de Morrison menys una.
El 1975, la segona novel·la de Morrison, Sula (1973), sobre una amistat entre dues dones negres, va ser nominada al National Book Award. La seva tercera novel·la, Song of Solomon (1977), segueix la vida de Macon Milkman Dead III, des del naixement fins a l'edat adulta, mentre descobreix la seva herència. Aquesta novel·la li va ser reconeguda a nivell nacional, sent una selecció principal del Club del Llibre del Mes, la primera novel·la d'un escriptor negre que va ser escollida així des de Native Son de Richard Wright el 1940. Song of Solomon també va guanyar el National Book Critics Circle Award.
A les seves cerimònies de graduació de 1979, el Barnard College va atorgar a Morrison el seu màxim honor, la Medalla de Distinció Barnard.
Morrison va donar a la seva següent novel·la, Tar Baby (1981), un ambient contemporani. En ella, una model obsessionada per l'aspecte, la Jadine, s'enamora de Son, un vagabund sense diners que se sent a gust amb ser negre.
Va plegar de Random House l'any 1983. Morrison va deixar les publicacions per dedicar més temps a escriure, mentre vivia en una nau reconvertida al riu Hudson a Nyack, Nova York. Va ensenyar anglès a dues branques de la Universitat Estatal de Nova York (SUNY) i al campus de New Brunswick de la Universitat de Rutgers. El 1984, va ser nomenada per a una càtedra Albert Schweitzer a la Universitat d'Albany, SUNY.
La primera obra de teatre de Morrison, Dreaming Emmett, tracta sobre l'assassinat de l'adolescent negre Emmett Till per part d'homes blancs, el 1955. L'obra va ser encarregada per l'Institut d'Escriptors de l'Estat de Nova York a la Universitat Estatal de Nova York a Albany, on ella estava ensenyant en aquell moment. Va ser estrenada el 1986 per Capital Repertory Theatre i dirigit per Gilbert Moses. Morrison també va ser professora visitant al Bard College de 1986 a 1988.

### TrilogiaBelovedi premi Nobel: 1987–1998

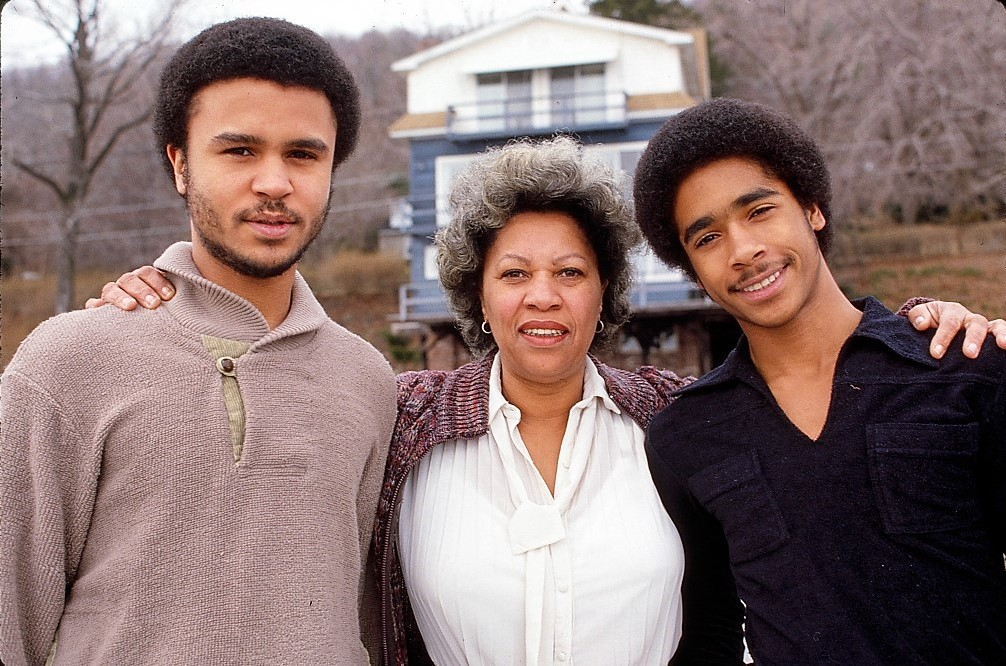
Morrison, amb els seus fills Ford (esquerra) i Slade (dreta) a la seva casa a l'estat de Nova York, entre 1980 i 1987

El 1987, Morrison va publicar la seva novel·la més cèlebre, Beloved. Es va inspirar en la història real d'una dona afroamericana esclavitzada, Margaret Garner, la història de la qual Morrison havia descobert en compilar El llibre negre. Garner havia escapat de l'esclavitud, però va ser perseguida per caçadors d'esclaus. Davant el retorn a l'esclavitud, Garner va matar la seva filla de dos anys, però va ser capturada abans que pogués suïcidar-se. La novel·la de Morrison imagina el nadó mort que torna com un fantasma, Beloved, per perseguir la seva mare i la seva família.
Beloved va ser un èxit de crítica i de vendes. Durant 25 setmanes va estar entre els llibre més venuts. La crítica de llibres del New York Times, Michiko Kakutani, va escriure que l'escena de la mare matant el seu nadó és «tan brutal i inquietant que sembla deformar el temps abans i després en una única línia inquebrantable del destí». L'escriptora canadenca Margaret Atwood va escriure en una ressenya per a The New York Times: «La versatilitat i el ventall tècnic i emocional de la senyora Morrison sembla que no tenen límits. Si hi havia cap dubte sobre la seva alçada com a novel·lista estatunidenca preeminent, de la seva o de qualsevol altra generació, Beloved l'esvaí».
Alguns crítics van criticar a Beloved. El crític social conservador afroamericà Stanley Crouch, per exemple, es va queixar en la seva ressenya a The New Republic que la novel·la «es llegeix en gran part com un melodrama lligat a les veleitats estructurals de les minisèries», i que Morrison «interromp constantment la seva narració amb anuncis ideològics sensiblers».
Malgrat la gran rebuda general, Beloved no va guanyar el prestigiós National Book Award o el National Book Critics Circle Award. Quaranta-vuit crítics i escriptors negres, entre ells Maya Angelou, van protestar per l'omissió en un comunicat que The New York Times va publicar el 24 de gener de 1988. «Malgrat la talla internacional de Toni Morrison, encara no ha rebut el reconeixement nacional que es mereixen les seves cinc grans obres de ficció», van escriure. Dos mesos més tard, Beloved va guanyar el premi Pulitzer de ficció. També va guanyar un premi Anisfield-Wolf Book.
Beloved és la primera de tres novel·les sobre l'amor i la història afroamericana, de vegades anomenada Trilogia Beloved. Morrison va dir que estan pensats per ser llegits junts i va explicar: «La connexió conceptual és la recerca de l'estimat: la part del jo que ets tu, t'estima i sempre hi és per a tu». La segona novel·la de la trilogia, Jazz, va sortir l'any 1992. Explicada en un llenguatge que imita els ritmes de la música jazz, la novel·la parla d'un triangle amorós durant el Renaixement de Harlem, a la ciutat de Nova York. Segons Lyn Innes, «Morrison va intentar canviar no només el contingut i l'audiència de la seva ficció; el seu desig era crear històries que es poguessin detenir i gaudir, no consumir i engolir com a menjar ràpid, i al mateix temps garantir que aquestes històries i els seus personatges tinguessin una sòlida base històrica i cultural».
El 1992, Morrison també va publicar el seu primer llibre de crítica literària, Playing in the Dark: Whiteness and the Literary Imagination (1992), un examen de la presència afroamericana a la literatura blanca estatunidenca. El 2016, la revista Time va assenyalar que Playing in the Dark era un dels textos més llegits de Morrison als campus universitaris dels Estats Units, juntament amb diverses de les seves novel·les i la seva conferència del Premi Nobel de 1993. Lyn Innes va escriure a l'obituari de Morrison del Guardian: «La seva sèrie de conferències Massey de 1990 a Harvard es va publicar com Playing in the Dark: Whiteness and the Literary Imagination (1992), i exploren la construcció "d'una presència i personatges africanistes no blancs" a les obres de Poe, Hawthorne, Melville, Cather i Hemingway, argumentant que "tots estem desafectats quan les crítiques segueixen sent massa educades o tenint amb massa pors per notar una foscor pertorbadora davant els seus ulls"»
Abans de la publicació de la tercera novel·la de la Trilogia Beloved, Morrison va rebre el Premi Nobel de Literatura el 1993. La cita l'elogiava com una autora «que en novel·les caracteritzades per la força visionària i la importància poètica, dóna vida a un aspecte essencial de la realitat estatunidenca». Va ser la primera dona negra de qualsevol nacionalitat a guanyar el premi. En el seu discurs d'acceptació, Morrison va dir: «Morim. Aquest pot ser el sentit de la vida. Però fem llenguatge. Aquesta pot ser la mesura de les nostres vides».
En la seva conferència del Nobel, Morrison va parlar sobre el poder de la narració. Per explicar-ho, va explicar una història. Va parlar d'una dona cega, vella i negra a qui s'acosta un grup de joves. Li demanen: «No hi ha context per a les nostres vides? Ni cançó, ni literatura, ni poema ple de vitamines, ni història lligada a l'experiència que puguis transmetre per ajudar-nos a començar forts?... Pensa en les nostres vides i explica'ns el teu món particularitzat. Inventa una història».
El 1996, la National Endowment for the Humanities va seleccionar Morrison per a la Jefferson Lecture, el màxim honor del govern federal dels EUA per «assoliment intel·lectual distingit en humanitats». La conferència de Morrison, titulada The Future of Time: Literature and Diminished Expectations, va començar amb l'aforisme: «El temps, sembla, no té futur». Va advertir contra el mal ús de la història per disminuir les expectatives de futur. Morrison també va ser guardonada amb la Medalla de Contribució Distinguda a les Lletres Americanes de la National Book Foundation de 1996, que s'atorga a un escriptor «que ha enriquit la nostra herència literària durant una vida de servei o un corpus d'obra».
La tercera novel·la de la seva trilogia Beloved, Paradís, sobre ciutadans d'una ciutat totalment negra, va sortir el 1997. L'any següent, Morrison va ser a la portada de la revista Time, la qual cosa la va convertir en la segona escriptora de ficció i el segon escriptor negre de ficció que va aparèixer a la que potser va ser la portada de la revista estatunidenca més important de l'època.

### Beloveda la pantalla il'efecte Oprah
També el 1998 es va estrenar l'adaptació cinematogràfica de Beloved, dirigida per Jonathan Demme i coproduïda per Oprah Winfrey, que havia dedicat deu anys a portar-la a la pantalla. Winfrey també interpreta el personatge principal, Sethe, al costat de Danny Glover com l'amant de Sethe, Paul D, i Thandiwe Newton com a Beloved.
La pel·lícula va fracassar a la taquilla. Una ressenya a The Economist va opinar que «la majoria del públic no té ganes de suportar gairebé tres hores d'una pel·lícula cerebral amb una història original amb temes sobrenaturals, assassinats, violacions i esclavitud». La crítica de cinema Janet Maslin, a la seva crítica del New York Times No Peace from a Brutal Legacy, la va qualificar d'«adaptació captivadora i profundament sentida de la novel·la de Toni Morrison... El seu embolcall és, per descomptat, Oprah Winfrey, que va tenir el poder i la previsió per portar Beloved a la pantalla i té la presència dramàtica per mantenir-la unida». El crític de cinema Roger Ebert va suggerir que Beloved no era una història de fantasmes de gènere sinó que el sobrenatural es va utilitzar per explorar temes més profunds i l'estructura no lineal de la història de Morrison tenia un propòsit.
El 1996, la presentadora de TV Oprah Winfrey va seleccionar Song of Solomon per al seu Book Club acabat de llançar, que es va convertir en una secció popular en el seu Oprah Winfrey Show. Una mitjana de 13 milions d'espectadors van veure els segments del club de llibres de l'espectacle. Com a resultat, quan Winfrey va seleccionar la novel·la més antiga de Morrison The Bluest Eye El 2000, va vendre altres 800.000 còpies en paper. John Young va escriure en l'African American Review el 2001 que la carrera de Morrison va experimentar l'impuls de The Oprah Effect (l'efecte Oprah),... permetent a Morrison arribar a una audiència àmplia i popular.
Winfrey va seleccionar un total de quatre de les novel·les de Morrison durant sis anys, la qual cosa va donar a les novel·les de Morrison un impuls de vendes més gran que el que va obtenir amb la seva victòria amb el Premi Nobel el 1993. El novel·lista també va aparèixer tres vegades al programa de Winfrey. Winfrey va dir: «Per a tots aquells que van fer la pregunta 'Toni Morrison de nou?'...Dic amb certesa que no hi hauria hagut Oprah's Book Club si aquesta dona no hagués triat compartir el seu amor per les paraules amb el món». Morrison va anomenar el club de lectura una revolució de la lectura.

### Principis del segle XXI
Morrison va continuar explorant diferents formes d'art, com ara proporcionar textos per a puntuacions originals de música clàssica. Va col·laborar amb André Previn en el cicle de cançons Honey i Rue, que es va estrenar amb Kathleen Battle al gener de 1992, i en Four Song, estrenada en Carnegie Hall amb Sylvia McNair al novembre de 1994. Tant Sweet Talk: Quatre cançons sobre text i esperits en el pou (1997) van ser escrites per a Jessye Norman amb música de Richard Danielpour, i, al costat de Maya Angelou i Clarissa Pinkola Muntura, Morrison va proporcionar el text per la compositora Judith Weir.
Morrison va tornar a la història de la vida de Margaret Garner, la base de la seva novel·la Beloved, per escriure el llibret d'una nova òpera, Margaret Garner. Completada l'any 2002, amb música de Richard Danielpour, l'òpera es va estrenar el 7 de maig de 2005 a l’Òpera de Detroit amb Denyce Graves en el paper principal. Love, la primera novel·la de Morrison des de Paradise, va sortir el 2003. El 2004, va elaborar un llibre infantil anomenat Remember per commemorar el 50è aniversari de la decisió del Tribunal Suprem Brown contra la Junta d'Educació el 1954 que va declarar inconstitucionals les escoles públiques segregades racialment.
De 1997 a 2003, Morrison va ser professor general Andrew D. White a la Universitat de Cornell. El juny de 2005, la Universitat d'Oxford va concedir a Morrison el títol de Doctor honoris causa en Lletres.
A la primavera de 2006, The New York Times Book Review va nomenar Beloved la millor obra de ficció estatunidenca publicada en els darrers 25 anys, segons l'escollit d'una selecció d'escriptors, crítics literaris i editors destacats. En el seu assaig sobre l'elecció, A la recerca del millor, el crític AO Scott va dir: «Qualsevol altre resultat hauria estat sorprenent ja que la novel·la de Morrison s'ha inserit en el cànon americà més completament que qualsevol dels seus potencials rivals. Amb una velocitat notable, Beloved s'ha convertit, menys de 20 anys després de la seva publicació, en un element bàsic del currículum literari universitari, és a dir, un clàssic. Aquest triomf és proporcional a la seva ambició ja que la intenció de Morrison en escriure'l era precisament ampliar el ventall de la literatura clàssica estatunidenca, per entrar, com a dona negra viva, a la companyia d'homes blancs morts com Faulkner, Melville, Hawthorne i Twain».
El novembre de 2006, Morrison va visitar el museu del Louvre a París com el segon del seu programa Grand Invité per comissariar com a convidat una sèrie d'esdeveniments artístics d'un mes de durada sobre el tema La llar de l'estranger, sobre el qual The New York Times va dir: «En aprofitar la seva pròpia cultura afroamericana, la senyora Morrison té ganes d'acreditar als 'estrangers' que han enriquit els països on s'instal·len».
La novel·la A Mercy de Morrison, estrenada el 2008, està ambientada a les colònies de Virgínia de 1682. Diane Johnson, en la seva ressenya a Vanity Fair, va definirr A Mercy com «un conte poètic, visionari i fascinant que captura, en el bressol dels nostres problemes i tensions actuals, la maledicció natal que ens van posar aleshores les tribus índies, africans, holandesos, portuguesos i anglesos competint per posar-se en peu al Nou Món contra un paisatge hostil i la naturalesa essencialment tràgica de l'experiència humana».

### Anys de Princeton
Des de 1989 fins a la seva jubilació el 2006, Morrison va ocupar la Càtedra Robert F. Goheen d'Humanitats a la Universitat de Princeton. Va dir que no pensava gaire en els escriptors de ficció moderns que fan referència a les seves pròpies vides en lloc d'inventar material nou, i solia dir als seus estudiants d'escriptura creativa: «No vull sentir parlar de la teva petita vida, d'acord?» De la mateixa manera, va optar per no escriure sobre la seva pròpia vida en una memòria o una autobiografia. Darrerament era professora d'humanitats a la Universitat de Princeton i membre de l'Acadèmia Americana de les Arts i les Lletres, així com del Consell Nacional de les Arts.
Tot i que es va basar al Programa d'escriptura creativa de Princeton, Morrison no oferia regularment tallers d'escriptura als estudiants després de finals dels anys noranta, fet que li va valer algunes crítiques. Més aviat, va concebre i va desenvolupar el Princeton Atelier, un programa que reuneix estudiants amb escriptors i artistes intèrprets. Junts els estudiants i els artistes produeixen obres d'art que es presenten al públic després d'un semestre de col·laboració.

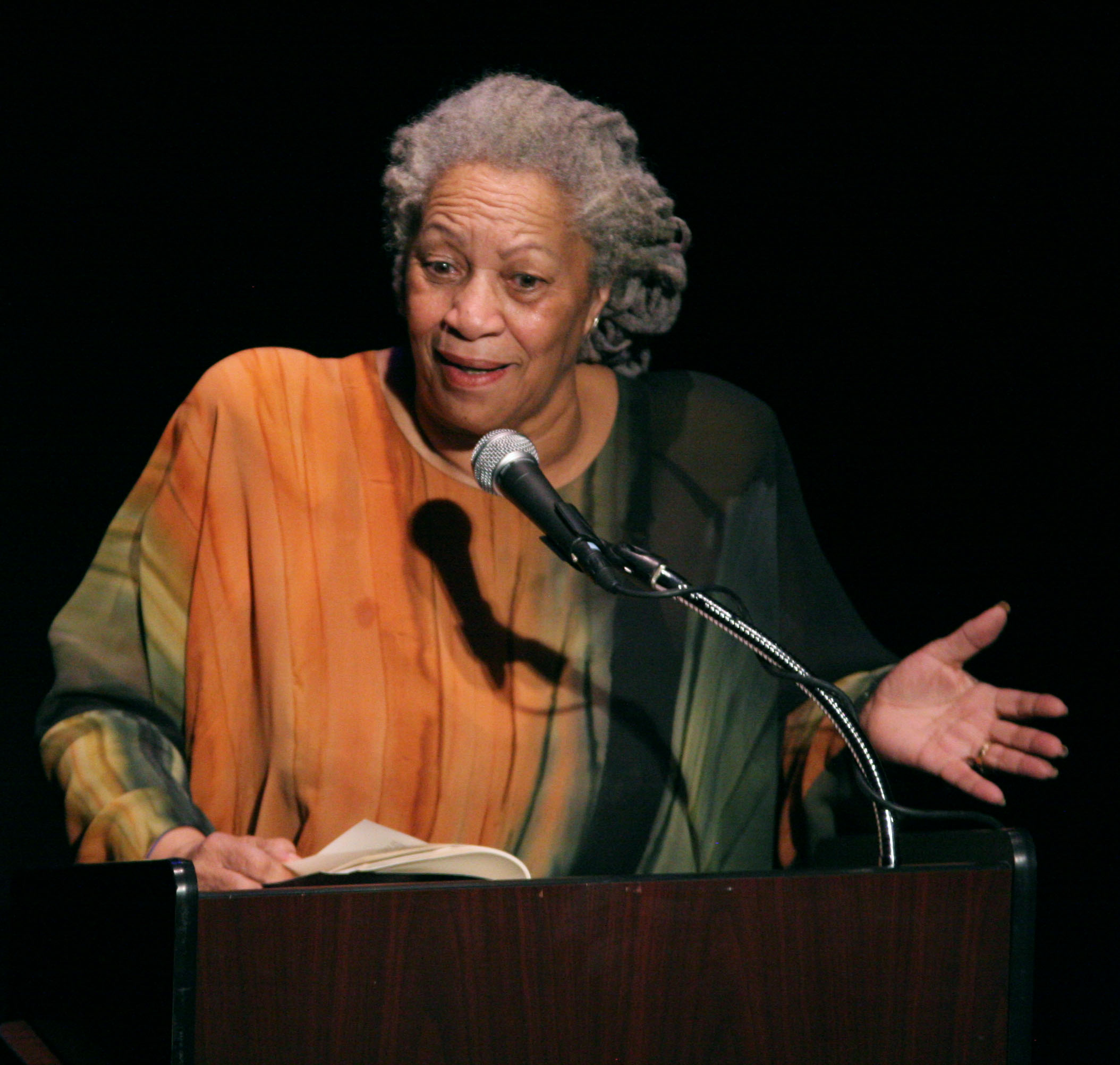
Morrison el 2008

Inspirada per la seva comissaria al Museu del Louvre, Morrison va tornar a Princeton a la tardor de 2008 per dirigir un petit seminari, també titulat The Foreigner's Home.
El 17 de novembre de 2017, la Universitat de Princeton va dedicar Morrison Hall (un edifici abans anomenat West College) en el seu honor.

### Últims anys: 2010-2019
El maig de 2010, Morrison va aparèixer a PEN World Voices per a una conversa amb Marlene van Niekerk i Kwame Anthony Appiah sobre la literatura sud-africana i concretament la novel·la de 2004 Agaat de van Niekerk.
Morrison va escriure llibres per a nens amb el seu fill petit, Slade Morrison, que era pintor i músic. Slade va morir de càncer de pàncrees el 22 de desembre de 2010, als 45 anys, quan la novel·la Home (2012) de Morrison estava a mig completar.
El maig de 2011, Morrison va rebre un títol de Doctor Honoris Causa en Lletres per la Universitat de Rutgers-Nou Brunswick. Durant la cerimònia d'inici, va pronunciar un discurs sobre "la recerca de la vida, la llibertat, el sentit, la integritat i la veritat".

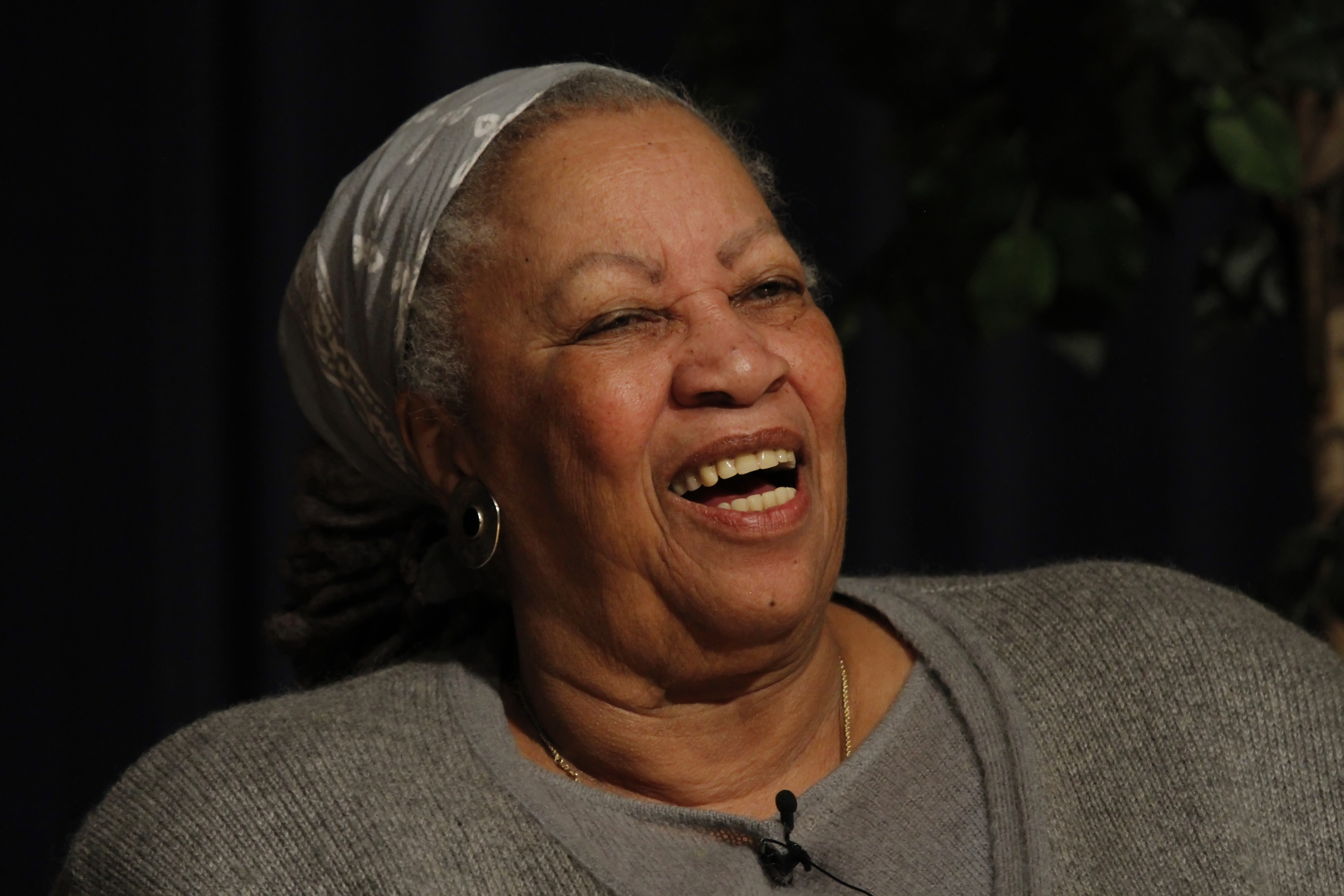
Morrison el 2013

L'any 2011, Morrison va treballar amb el director d'òpera Peter Sellars i la cantautora maliana Rokia Traoré a Desdémona, donant una nova mirada a la tragèdia Othello de William Shakespeare. El trio es va centrar en la relació entre l'esposa d’Otel·lo, Desdèmona, i la seva mainada africana, Barbary, a la qual només es fa referència breument a Shakespeare. L'obra, una barreja de paraules, música i cançó, es va estrenar a Viena el 2011.
Morrison havia deixat de treballar en la seva darrera novel·la quan el seu fill va morir l'any 2010, i després va explicar: "Vaig deixar d'escriure fins que vaig començar a pensar, es desanimaria realment si cregués que m'havia fet parar. «Si us plau, mare, Estic mort, pots continuar...?»
Va completar Home i la va dedicar al seu fill Slade. Publicada el 2012, és la història d'un veterà de la Guerra de Corea als Estats Units segregats dels anys 50 que intenta salvar la seva germana d'experiments mèdics brutals a mans d'un metge blanc.
L'agost de 2012, l'Oberlin College es va convertir en la base de la Toni Morrison Society, una societat literària internacional fundada el 1993, dedicada a la investigació acadèmica de l'obra de Morrison.
L'onzena novel·la de Morrison, God Help the Child, es va publicar el 2015. Segueix a Bride, una executiva de la indústria de la moda i la bellesa la mare de la qual la va turmentar de petita per ser de pell fosca, un trauma que ha continuat amb Bride.
Morrison va ser membre del consell assessor editorial de The Nation, una revista creada el 1865 pels abolicionistes del nord.

### Obra literària
Morrison, en les seves obres, parla de la vida dels afroamericans, especialment de les dones negres, enaltint aquesta comunitat. És una dona combatent en favor dels drets civils i compromesa amb la lluita en contra de la discriminació ètnica.
El seu primer llibre va veure la llum l'any 1970, The Bluest Eye (Ulls blaus), en què narra la història d'una nena negra que vol tenir els ulls del color de les nines de les nenes blanques. El seu segon llibre, Sula, es publica el 1973 i el 1977 Song of Salomon (La cançó de Salomó), un relat sobre la unió del materialisme i el poder de l'amor, es va convertir ràpidament en un èxit popular i li va valer el National Book Critics Award d'aquell mateix any.
El 1987 publicà Beloved, un llibre que relata la història d'una esclava que troba la llibertat, però que mata la seva filla en edat infantil per salvar-la de l'esclavitud. Aquest llibre va suposar la seva consagració definitiva i li va valer l'obtenció del Premi Pulitzer. Els seus llibres posteriors foren, així mateix, grans èxits de vendes.
El 1993, tot i que les seves obres completes no comprenien més que sis títols, fou guardonada amb el Premi Nobel de Literatura i amb la motivació: «Amb les seves novel·les caracteritzades per una força visionària i la importància poètica, dona vida a un aspecte essencial de la realitat americana.»

## Obres

### Novel·la
- 1970: The Bluest Eye
- 1973: Sula
- 1977: Song of Solomon
- 1981: Tar Baby
- 1987: Beloved
- 1992: Jazz
- 1999: Paradise
- 2003: Love
- 2008: A Mercy
- 2012: Home
- 2015: God Help the Child

### Assaig
- 1974: The Black Book
- 1992: Playing in the Dark: Whiteness and the Literary Imagination
- 1992: Race-ing Justice, En-gendering Power: Essays on Anita Hill, Clarence Thomas, and the Construction of Social Reality (editora)
- 1997: Birth of a Nation'hood: Gaze, Script, and Spectacle in the O.J. Simpson Case (coeditora)
- 2004: Remember: The Journey to School Integration
- 2008: What Moves at the Margin: Selected Nonfiction, editat per Carolyn C. Denard
- 2009: Burn This Book: Essay Anthology, editora